# Fundus-Reihe
Die Fundus-Bücher sind eine Buchreihe im Taschenbuch-Format, die 1959 in der DDR von dem Verlag der Kunst gegründet wurde. Sie wird heute vom Verlag Philo Fine Arts verlegt.

## Geschichte
Die Reihe wurde von Erhard Frommhold 1959 begründet und bis 1991 von ihm verlegt. Unter Frommholds Leitung beinhaltete sie vorwiegend marxistische Texte zur Ästhetik, Kunstwissenschaft und Kulturgeschichte, aber auch politisch neutralere Werke. Die Auflagenhöhen waren beachtlich und schwankten zwischen 10.000 und 20.000 Exemplaren. Nach der deutschen Wiedervereinigung wurde der Verlag der Kunst und damit auch die Fundus-Reihe an den Verlag Gordon & Breach verkauft und unter gleichem Titel weitergeführt. 2001 übernahm der Philo-Verlag deren Sortiment der Kunst- und Kunsttheorietitel und führte auch die Fundus-Reihe unter dem neuen Verlagsnamen Philo & Philo Fine Arts fort. Seit 2008 erscheint die Fundus-Reihe in dem von dem Kunstsammler Harald Falckenberg neu gegründeten Verlag Philo Fine Arts. Heute erscheinen in der Fundus-Reihe vor allem Aufsätze, Monografien und Sammelbände zu geisteswissenschaftlichen Themen.
Bis zum Ausscheiden Frommholds 1991 aus dem Verlag lagen 74 Bände (Bandnummern 1 bis 126, darunter Doppel- und Dreifachbände) vor. Die Reihe wird bis heute (2020) weitergeführt und hat die Bandnummer 222 erreicht.
Bis 1989 lagen die Preise der Bücher einheitlich bei 2,80 Mark für Einfachbände, 4,80 Mark für Doppelbände und 6,80 Mark für Dreifachbände. 1990 erschienen lediglich zwei Bände, die jeweils 6,50 Mark kosteten. Der letzte unter Erhard Frommhold erschienene Band 125 kostete 14,80 DM.

## Bandliste bis Nummer 126 (Verlag der Kunst, Dresden)
| Bandnummer  | Jahr der 1. Auflage | Autor                                            | Titel |
| ----------- | ------------------- | ------------------------------------------------ | --- |
| 1           | 1959                | Ernst Fischer                                    | Von der Notwendigkeit der Kunst                                                                                         |
| 2           | 1959                | Vere Gordon Childe                               | Der Mensch schafft sich selbst                                                                                          |
| 3           | 1959                | Michail Lifschitz                                | Karl Marx und die Ästhetik                                                                                              |
| 4           | 1959                | Annette Laming                                   | Lascaux. Am Ursprung der Kunst                                                                                          |
| 5           | 1962                | Ilja Ehrenburg                                   | Französische Hefte |
| 6           | 1962                | Anatoli Lunatscharski                            | Die Revolution und die Kunst. Essays, Reden, Notizen                                                                    |
| 7           | 1962                | Ranuccio Bianchi Bandinelli                      | Wirklichkeit und Abstraktion                                                                                            |
| 8           | 1962                | Dmitri S. Lichatschow                            | Die Kultur Russlands. Während der osteuropäischen Frührenaissance vom 14. bis zum Beginn des 15. Jahrhunderts           |
| 9           | 1964                | Todor Pawlow                                     | Grundgesetze der Kunst. Zu Fragen der marxistischen Ästhetik                                                            |
| 10/11       | 1964                | Diether Schmidt (Hrsg.)                          | In letzter Stunde 1933–1945. Künstlerschriften II                                                                       |
| 12/13       | 1965                | Christopher Caudwell                             | Illusion und Wirklichkeit. Eine Studie über die Grundlagen der Poesie                                                   |
| 14          | 1965                | Anatoli Lunatscharski                            | Das Erbe. Essays, Reden, Notizen                                                                                        |
| 15/16/17    | 1965                | Diether Schmidt (Hrsg.)                          | Manifeste 1905–1933. Künstlerschriften I                                                                                |
| 18          | 1966                | Jan Białostocki                                  | Stil und Ikonographie. Studien zur Kunstwissenschaft                                                                    |
| 19          | 1967                | Agnès Humbert                                    | Die Nabis und ihre Epoche. 1888–1900                                                                                    |
| 20/21       | 1968                | Richard Neutra                                   | Gestaltete Umwelt. Erfahrungen und Forderungen eines Architekten                                                        |
| 22/23       | 1969                | Oliver R. Gurney                                 | Die Hethiter |
| 24/25       | 1970                | Paul Lafargue                                    | Vom Ursprung der Ideen. Eine Auswahl aus seinen Schriften von 1886 bis 1900                                             |
| 26          | 1972                | Michail Lifschitz                                | Krise des Häßlichen. Vom Kubismus zur Pop-Art                                                                           |
| 27/28       | 1972                | Nikolai Brunow                                   | Entwicklungsetappen der Architektur. Dargestellt an Hand von Analysen bedeutender Bauwerke                              |
| 29          | 1972                | Rosa Luxemburg                                   | Schriften über Kunst und Literatur                                                                                      |
| 30          | 1973                | Kyrill N. Afanasjew                              | Ideen-Projekte-Bauten. Sowjetische Architektur 1917/32                                                                  |
| 31          | 1973                | Katharina Scheinfuß (Hrsg.)                      | Von Brutus zu Marat. Kunst im Nationalkonvent 1789–1795                                                                 |
| 32          | 1973                | Christopher Caudwell                             | Studien zu einer sterbenden Kultur                                                                                      |
| 33/34       | 1974                | Juri N. Dawydow                                  | Die Kunst als soziologisches Phänomen. Zur Charakteristik d. ästhet.-polit. Ansichten bei Platon u. Aristoteles         |
| 35          | 1974                | Julian Marchlewski                               | Sezession und Jugendstil. Kritiken um 1900                                                                              |
| 36/37       | 1975                | Dmitri S. Lichatschow                            | Der Mensch in der altrussischen Literatur                                                                               |
| 38/39       | 1975                | Frederick Antal                                  | Zwischen Renaissance und Romantik. Studien zur Kunstgeschichte                                                          |
| 40/41       | 1975                | David Alfaro Siqueiros                           | Der neue mexikanische Realismus. Reden und Schriften zur Kunst                                                          |
| 42/43       | 1976                | Grigori J. Sternin                               | Das Kunstleben Rußlands an der Wende vom neunzehnten zum zwanzigsten Jahrhundert                                        |
| 44/45       | 1976                | Lew S. Wygotski                                  | Psychologie der Kunst                                                                                                   |
| 46          | 1977                | El Lissitzky                                     | Proun und Wolkenbügel. Schriften, Briefe, Dokumente                                                                     |
| 47/48       | 1977                | Wilhelm Fraenger                                 | Von Bosch bis Beckmann. Ausgewählte Schriften                                                                           |
| 49          | 1977                | Rocco Musolino                                   | Marxismus und Ästhetik in Italien                                                                                       |
| 50          | 1977                | Kurt Liebmann                                    | Das Beispiel Lessing |
| 51/52       | 1978                | Peter H. Feist                                   | Künstler, Kunstwerk und Gesellschaft. Studien zur Kunstgeschichte und zur Methodologie der Kunstwissenschaft            |
| 53/54       | 1978                | Helmut Barth(Hrsg.)                              | Zum Kulturprogramm des deutschen Proletariats im 19. Jahrhundert                                                        |
| 55/56/57    | 1978                | Aaron J. Gurjewitsch                             | Das Weltbild des mittelalterlichen Menschen                                                                             |
| 58/59/60    | 1978                | Max Raphael                                      | Arbeiter, Kunst und Künstler                                                                                            |
| 61/62       | 1979                | Leo Balet, E. Gerhard (d. i. Eberhard Rebling)   | Die Verbürgerlichung der deutschen Kunst, Literatur und Musik                                                           |
| 63          | 1979                | Alexej P. Smirnow                                | Die Skythen |
| 64/65       | 1980                | Hannes Meyer                                     | Bauen und Gesellschaft. Schriften, Briefe, Projekte                                                                     |
| 66/67/68    | 1979                | Leonid M. Batkin                                 | Die historische Gesamtheit der italienischen Renaissance. Versuch einer Charakterisierung eines Kulturtyps              |
| 69          | 1976                | Ranuccio Bianchi Bandinelli                      | Klassische Archäologie. Eine kritische Einführung                                                                       |
| 70/71/72    | 1981                | John Heartfield                                  | Der Schnitt entlang der Zeit. Selbstzeugnisse – Erinnerungen – Interpretationen. Eine Dokumentation                     |
| 73/74       | 1980                | Grigori J. Sternin                               | Das Kunstleben Rußlands zu Beginn des zwanzigsten Jahrhunderts                                                          |
| 75/76       | 1981                | Aaron J. Gurjewitsch                             | Studien zur deutschen Kunst und Architektur um 1800                                                                     |
| 77/78       | 1981                | Lothar Kühne                                     | Gegenstand und Raum. Über die Historizität des Ästhetischen                                                             |
| 79          | 1982                | Lu Märten                                        | Formen für den Alltag. Schriften, Aufsätze, Vorträge                                                                    |
| 80/81       | 1982                | Michail Alpatow                                  | Über westeuropäische und russische Kunst. Beiträge zu ihrer Geschichte                                                  |
| 82          | 1982                | Irma Emmrich                                     | Weltbild und ästhetische Struktur                                                                                       |
| 83/84       | 1982                | Claude Schnaidt                                  | Umweltbürger und Umweltmacher. Schriften 1964–1980                                                                      |
| 85/86       | 1983                | Ranuccio Bianchi Bandinelli                      | Die römische Kunst. Von den Anfängen bis zum Ende der Antike                                                            |
| 87/88       | 1984                | Heinrich Wölfflin                                | Kunstgeschichtliche Grundbegriffe. Das Problem der Stilentwicklung in der neueren Kunst                                 |
| 89/90       | 1984                | Friedrich Möbius (Hrsg.)                         | Stil und Gesellschaft. Ein Problemaufriß                                                                                |
| 91/92       | 1984                | Bruno Flierl                                     | Architektur und Kunst. Texte 1964–1983                                                                                  |
| 93          | 1985                | Alexander L. Mongait                             | Archäologie und Gegenwart                                                                                               |
| 94/95/96    | 1985                | George Besson                                    | Moderne Kunst in Frankreich. Ausgewählte Schriften                                                                      |
| 97/98       | 1985                | Lothar Kühne                                     | Haus und Landschaft. Aufsätze                                                                                           |
| 99/100      | 1986                | Wieland Herzfelde                                | John Heartfield. Leben und Werk                                                                                         |
| 101/102     | 1986                | Aaron J. Gurjewitsch                             | Mittelalterliche Volkskultur. Probleme zur Forschung                                                                    |
| 103/104/105 | 1986                | Anatoli Lunatscharski                            | Philosophie, Kunst, Literatur. Ausgewählte Schriften 1904–1933                                                          |
| 106/107     | 1987                | Arnold Hauser                                    | Sozialgeschichte und Literatur (Band 1 von 2)                                                                           |
| 108/109/110 | 1987                | Arnold Hauser                                    | Sozialgeschichte und Literatur (Band 2 von 2)                                                                           |
| 111/112     | 1987                | Kiril Krestev                                    | Frührenaissance in Bulgarien                                                                                            |
| 113/114/115 | 1988                | Michail Lifschitz                                | Die dreißiger Jahre. Ausgewählte Schriften                                                                              |
| 116/117     | 1988                | Karl Liebknecht                                  | Gedanken über Kunst. Schriften. Reden. Briefe                                                                           |
| 118/119     | 1989                | Friedrich Möbius, Helga Sciurie (Hrsg.)          | Stil und Epoche. Periodisierungsfragen                                                                                  |
| 120/121     | 1990                | Hans Wollschläger                                | Karl May. Grundriss eines zerbrochenen Lebens. Interpretationen zu Persönlichkeit und Werk                              |
| 122         | 1989                | Julij Kagarlizki                                 | Shakespeare und Voltaire                                                                                                |
| 123         | 1990                | Christian Meier                                  | Die politische Kunst der griechischen Tragödie                                                                          |
| 124         | 1990                | Maria Rüger (Hrsg.)                              | Kunst und Kunstkritik der dreißiger Jahre. 24 Standpunkte zu künstlerischen und ästhetischen Prozessen und Kontroversen |
| 125         | 1991                | Kurt Milde, Klaus Mertens, Gudrun Stenke (Hrsg.) | Matthäus Daniel Pöppelmann 1662–1736 und die Architektur der Zeit Augusts des Starken                                   |
| 126         | 1991                | Heidrun Laudel                                   | Gottfried Semper. Architektur und Stil                                                                                  |